# Protorozaur
Protorosaurus jest nazwą najstarszego przedstawiciela grupy Archosauromorpha, żyjącego w późnym permie. Jego szczątki odkryto w Niemczech już w roku 1706. Nazwę rodzajową zwierzę zawdzięcza von Meyerowi, który opisując protorozaura w roku 1830, myślał, że gad ten jest dinozaurem.
Było to zwierzę dwumetrowej długości, z kończynami tylnymi dłuższymi od przednich. Protorozaur prowadził lądowo-wodny lub w pełni wodny tryb życia, co czyniłoby go najstarszym znanym nauce w pełni morskim gadem. Żywił się głównie owadami.
Budowa jego kręgów szyjnych pozwala przypuszczać, że mógł być spokrewniony z późniejszym gadem z rodzaju Tanystrophaeus.
Słowo Protorosaurus stanowiło też pierwotną nazwę nadaną przez Lawrence’a Lambe'a w roku 1914 chasmozaurowi, zanim dowiedział się, że jest ona już zastrzeżona dla opisanego powyżej archozauromorfa.